# Салустий Емески
Вижте пояснителната страница за други личности с името Салустий.
Салустий Емески (на старогръцки: Σαλούστιος, Salustios); * 430) е римски философ киник от V век.
Неговият баща Басилеидес е сириец, майка му Теоклеа произлиза от Емеса. Салустий изучава право и получава образование по реторика при софистa Евной. Салустий започва да живее като софист, отива в Атина и оттам заедно с неоплатоника Изидор Александрийски - в Александрия, където посещава училище по реторика. По-късно, на 30 до 40 години, той пътува до Марцелин, владетеля на Далмация.
Салустий има контакти и с неоплатониците, но става привърженик на кинизма и практикува Аскетизъм. Изворите съобщават, че имал пророческа дарба.
Салустий твърди, че философията за хората е не само трудна, а и съвсем невъзможна. Той успява да откаже млади хора от философията, между другото Атенодор от кръга около Прокъл и се кара със самия Прокъл. Не са известни негови произведения.